# Revoljucija
Revoljucija (in russo Революция?) è un singolo della cantante ucraina Loboda, pubblicato il 13 settembre 2010 su etichetta discografica Loboda M'juzik.

## Video musicale
Il video musicale, diretto da Alan Badojev, è stato reso disponibile il 5 ottobre 2010.

## Accoglienza
Secondo Aleksej Mažaev di InterMedia, la canzone è immeritatamente trascurata.

## Tracce
Testi e musiche di Juluja Osina-Fridman e Paša Setrova.
Download digitale
1. Revoljucija – 3:37

## Classifiche

### Classifiche settimanali
| Classifica (2010–11) | Posizione massima |
| -------------------- | ----------------- |
| Russia               | 69                |
| Ucraina              | 3                 |

### Classifiche di fine anno
| Classifica (2011) | Posizione |
| ----------------- | --------- |
| Ucraina           | 101       |